# Tillandsia ixioides
Tillandsia ixioides là một loài thuộc chi Tillandsia.

## Giống
- Tillandsia 'Auravale'
- Tillandsia 'Do-Ra-Me'
- Tillandsia 'Kybong'
- Tillandsia 'Mystic Flame'
- Tillandsia 'Mystic Flame Orange'
- Tillandsia 'Peach Parfait'
- Tillandsia 'Poor Ixy'
- Tillandsia 'Tandur'
- Tillandsia 'White Star'